# 奧托·威胥特利
奧托·威胥特利（1913年10月27日—1998年8月18日），捷克化學家，最著名的發明是現代軟式隱形眼鏡。

## 早年生活
其父為農具機生產工廠和汽車修護廠的股東之一，但是奧托卻選擇理工科做職業選擇，高中在普羅斯捷約夫就讀，畢業後布拉格捷克理工大學習修化學系，同時他也對於醫學產生興趣，奧托於1936年畢業，1939年發表了他的第二篇博士論文，但是受到波希米亞和摩拉維亞保護國的影響下，令他無法進一步在大學內有任何的進展，於是他選擇到茲林的Bat'a鞋廠擔任研究員，先後投入研究聚醯胺和己內醯胺，1941年奧托的團隊開發出捷克的合成纖維絲龍（與美國杜邦在1938年所生產的尼龍不一樣），1942年卻被懷疑言論和思想問題，遭到蓋世太保拘禁，將近半年才被釋放。

## 化工背景
結束第二次世界大戰之後，威胥特利回到大學校園，投入有機化學的研究工作，並且也從事課堂教育和無機化學教材編寫，他的論述和概念十分前進，因此成為德國和捷克的有機化學教科書範本。1949年威胥特利取得第二個博士學位，並且新創塑膠發展和塑膠科技的新科技，3年後的1952年被校方任命為布拉格化工技術研究所所長。

## 隱形眼鏡開發
威胥特利對於親水性的hydrophilous合成交聯凝膠興趣甚高，甚至一直在尋找穩定的生活應用，同時也探討對於生物組織長期接觸的可能研究。威胥特利和他的同事Drahoslav Lím，他們成功合作製造出吸水性高達40％的交聯凝膠，而且該材料不僅是透明的物理表現，也擁有相當程度的材料耐用表現。這種新材料是聚（2-羥乙基甲基丙烯酸酯）（pHEMA），於是他們在1953年時想到將pHEMA用於隱形眼鏡，因此取得他們獲得世界首項專利軟性的隱形眼鏡。
1954年起這種材料開始做為義眼的填充物，1957年威胥特利以聚苯乙烯（PS）為模具，生產約100片模造的軟式隱形眼鏡，但是模具和成品需要二次加工，他決心想要找到更好的工業化製程。不幸的是冷戰時期的東歐政情風雲詭譎，威胥特利等出色的教授，再次成為清算和鬥爭的目標只好黯然離開校園，其後確立由共產黨領導捷克政局後，1958年布拉格化工技術研究所對於隱形眼鏡的研究，也面臨發展及技術的瓶頸。捷克斯洛伐克科學院（CSA）的大分子化學研究所確立研究發展方向後，邀請威胥特利擔任所長，不過該研究所成立初期，研究大樓還是興建階段，因此威胥特利決定在自己的家中進行實驗。

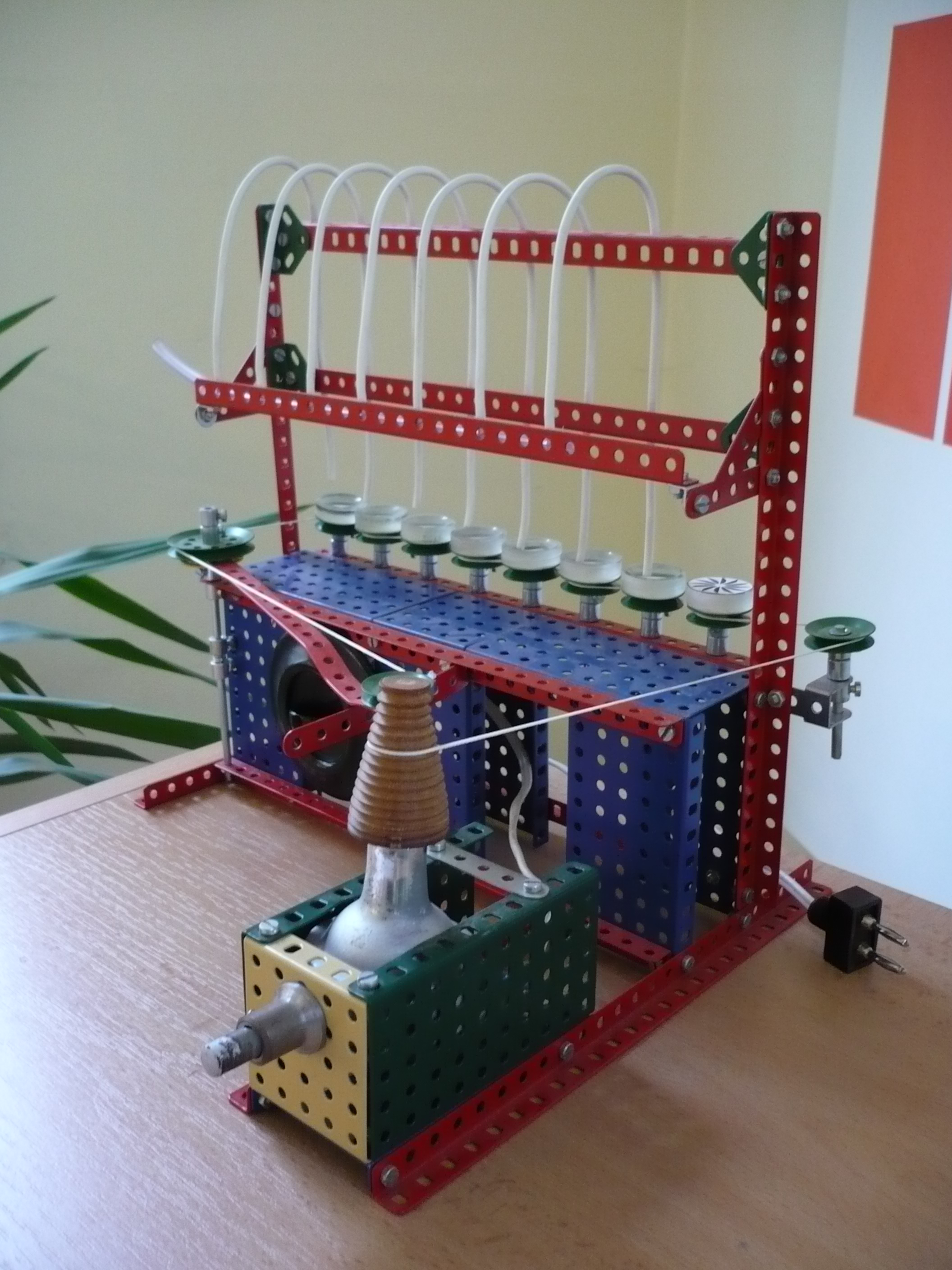
Merkur 玩具所推出的復刻玩具，模仿當年威胥特利博士所製作的旋模原型機

## 旋模製程商業化
1961年的年底，威胥特利靠著Merkur兒童建築遊戲組合套件、自行車的發電機及電鈴變壓器，成功製造了pHEMA凝膠軟式隱形眼鏡的工具母機，接著威胥特利將自己的成品放入眼睛當中，雖然這是個危險的嘗試行為，但是他卻發現眼睛並不會感到太大的不適感。因此，他發明了用離心鑄造的旋模製程，以此來製造隱形眼鏡。數日之後威胥特利完成專利申請，並即刻生產100組旋模工具母機。威胥特利的專利和技術，與光學鏡片公司OKULA，兩家共同被併入國有企業SPOFA當中，專門從事塑料和光學鏡片的生產。
1965年在美國設立的國家專利開發事業公司（NPDC，現在改名為Wright Investors' Service Holdings）買下了美國的軟式隱形眼鏡授權，也開始生產隱形眼鏡，另外再將許可證授權給博士倫進行製造及銷售，1977年到1983年之間，國家專利開發事業與威胥特利因為軟式隱形眼鏡的專利權開始纏訟，最後由威胥特利為首的SPOFA團隊獲得最終的勝利。
1991年捷克步入民主化的過程，SPOFA公司也開始改組和民營股份化，威胥特利以創始人的身分，將軟式隱形眼鏡部門獨立為 Wilens 威爾視光學公司，以做為技術授權和研發新技術為主，威爾視除了隱形眼鏡產品以外，也為人類、家禽、寵物等開發人工水晶體，威爾視創業8年後威胥特利與世長辭，享壽84歲。

## 隱形眼鏡以外的人生
威胥特利興趣廣泛和豐富研究，而且他認為科學應該要服務社會，因此他它不辭勞苦的研究心血，在純科學和應用科學領域都相當出色。所以他在有機化學、無機化學和高分子化學，甚至高分子科學和生物醫學材料的方面，都有相當傑出的貢獻，也有留下相關的論文、著作和專利，相關的生產方法和製程技術，仍舊影響了當代生醫行業的基礎。由他獨立著作或合著的專利約有180項，以及超過200篇以上的論文。
1968年起布拉格之春風雲驟變，迫使米蘭·昆德拉等人紛紛發表論述，1970年威胥特利也聯署了「兩千字宣言」，為捷克民主化進程發聲，當局立即對他進行懲處，包含撤職、限制教學，並斷絕威胥特利與國際間的科學交流，直到1989年11月的天鵝絨革命之後，東方集團的勢力日暮西山，1990年威胥特利被任命為捷克斯洛伐克科學院院長，並持續到1993年捷克斯洛伐克政權解體之後。威胥特利的學術聲望極高，是許多國家和大學的名譽教授，亦曾獲得了許多獎項和榮譽博士學位。
1993年捷克南波希米亞州的克莱季天文台，發現小行星第3899號後，便命名為威胥特利，以此紀念這位軟式隱形眼鏡的發明人。

## 相關連結
- OKULA集團網站 （页面存档备份，存于）
- 捷克威爾視官方網站 （页面存档备份，存于）

## 資料來源
1. 1 2  .   [2015-09-15]. （原始内容存档于2015-01-29）.
2. ↑  .   [2015-09-15]. （原始内容存档于2016-07-12）.
3. ↑  .   [2015-10-28]. （原始内容存档于2016-03-04）.